# Dactylorhiza paridaeniana
Dactylorhiza paridaeniana là một loài thực vật có hoa trong họ Lan. Loài này được Kreutz mô tả khoa học đầu tiên năm 1990.